# Fien Vermeulen
Fien Vermeulen (Amersfoort, 30 juni 1991) is een Nederlandse nieuwslezeres, tv-presentatrice en radio-dj.

## Jeugd en opleiding
Vermeulen deed de havo aan het Meridiaan College in Amersfoort. Hierna studeerde zij bedrijfscommunicatie aan de Hogeschool van Utrecht en Nederlandse Taal & Cultuur aan de Universiteit van Amsterdam.

## Carrière
Vermeulen begon haar mediacarrière bij de regionale omroep. Sinds 2015 is Vermeulen te horen als nieuwslezeres bij Qmusic. Eerst in de programma's Mattie & Wietze (2015-2017), Mattie, Fien & Igmar (2017-2018) en de middagshow met Domien Verschuuren (2018-2019). Sinds 2019 is ze overdag de vaste nieuwslezer van 10:00 tot 16:00 uur.
Ze werd voor het jaar 2017 genomineerd voor de Zilveren RadioSter. Het programma Mattie, Fien & Igmar werd voor hetzelfde jaar genomineerd voor De Gouden RadioRing. Beide keren werd niet gewonnen.
Sinds 1 oktober 2018 werkt ze ook als tv-presentatrice van de ochtendshow van het AD.
In 2019 was Vermeulen een van de deelnemers van het twintigste seizoen van het RTL 4-programma Expeditie Robinson, ze viel als twaalfde af en eindigde op de 9e plaats. in 2020 deed Vermeulen samen met Fernando Halman mee aan de kerstspecial van het RTL 4-programma LEGO Masters. In januari 2021 was ze met Klaas van der Eerden te zien in het SBS6-programma Code van Coppens: De wraak van de Belgen. In datzelfde jaar was ze te zien in het RTL 4-programma Beat the Champions.

## Privé
Vermeulen heeft een relatie en is moeder van een dochter.